# Amalia De Angelis
Amalia De Angelis, talvolta ortografato De-Angelis o DeAngelis (Roma, 1824 – Roma, 13 dicembre 1873), è stata una pittrice italiana.

## Biografia
Amalia De Angelis nacque a Roma nel 1824, da Nicola professore di veterinaria e palafreniere pontificio, e Anna Salvigni. La famiglia abitava in via Monterone, come attestano gli Stati delle Anime parrocchiali di S. Eustachio (1827-1838).
Talentuosa e precoce, fu allieva del pittore nonché vicino di casa Giovanni Silvagni, di formazione neoclassica e specializzato in dipinti di genere storico. Probabilmente per l'interessamento di quest'ultimo, nel 1837, a soli 13 anni, venne riconosciuta Virtuosa di merito dall'Accademia dei Virtuosi al Pantheon che, secondo Anna Lisa Genovese, dovette fare un'eccezione rispetto all'età minima di 20 anni indicata dal proprio Statuto.
Nel 1843 partecipò al concorso Clementino dell'Accademia nazionale di San Luca, prima donna in assoluto a farlo; il suo coraggio le valse il premio straordinario di una medaglia d'oro durante la distribuzione del 5 febbraio 1844.

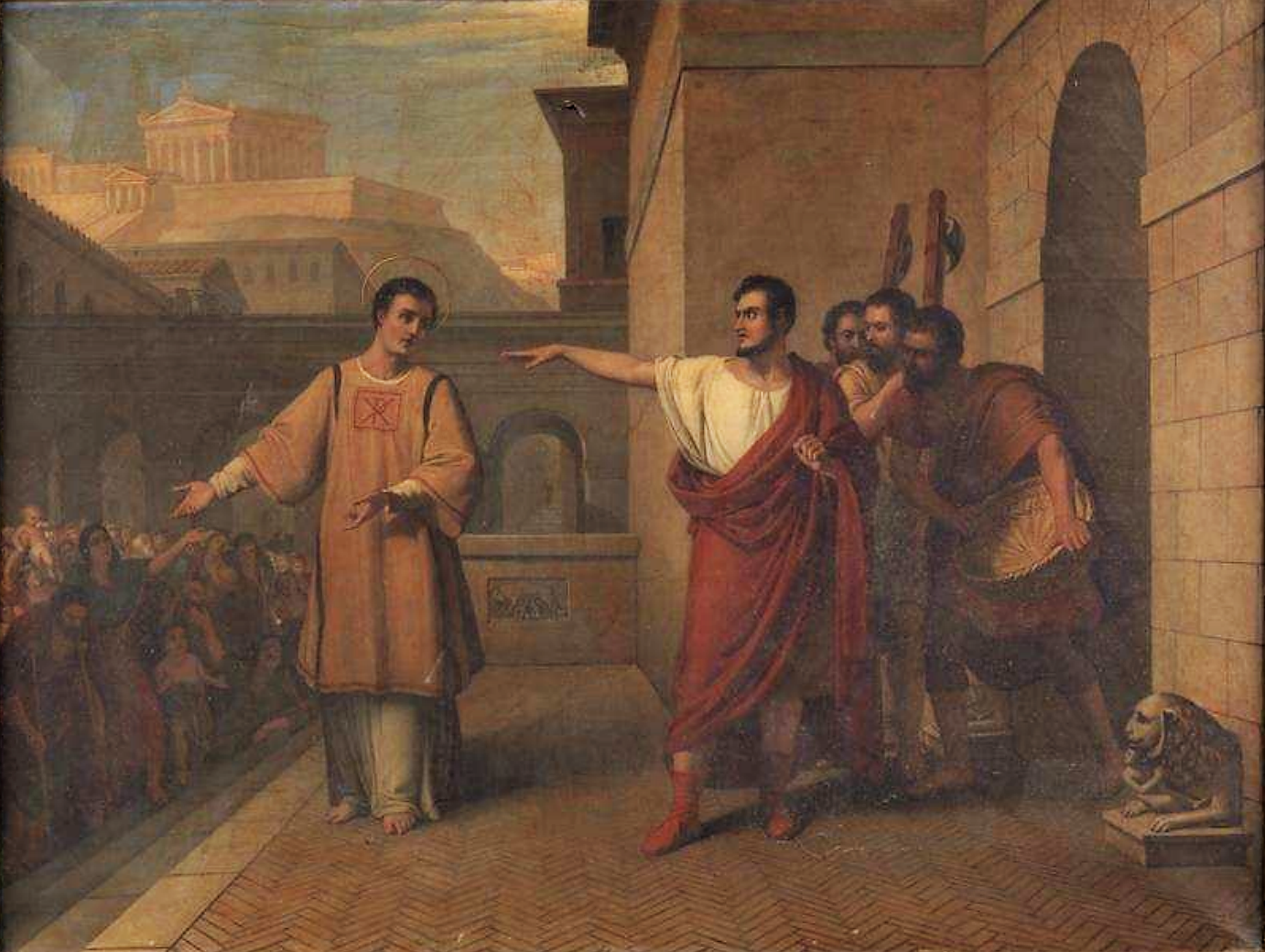
San Lorenzo presenta al Governatore di Roma i tesori della Chiesa, coll. Museo dei Virtuosi al Pantheon

Amalia De Angelis fu nuovamente celebrata come un'eroina dalla poetessa Rosa Taddei per la vittoria del Concorso Gregoriano del 1845, dove aveva esposto l'opera San Lorenzo presenta al Governatore di Roma i tesori della Chiesa. Ancora legato allo stile del maestro, venne giudicato «lodevole nella parte del costume, sente bene il carattere dell'epoca, il colorito è sufficiente, e la scena degna di lode.» Nel marzo del 1846 nell'Aula massima capitolina ci fu la premiazione ufficiale, in cui i Virtuosi accademici premiarono il San Lorenzo insieme ad un'altra sua opera, l'Incoronazione di Salomone. Era la prima donna a ricevere l'ambito premio, che verrà attribuito in seguito anche a Erminia Pompili e Luisa Bigioli.
Sempre nello stesso anno De Angelis dipinse una tela tecnicamente più matura e raffigurante il beato Michele de' Santi, presumibilmente su commissione un membro della corte ducale di Parma. L'opera mostra la «naturalezza d'espressione» che rivela l'avvicinamento della pittrice al purismo e alla scuola di Tommaso Minardi.
Il 15 aprile 1846 venne nominata membro onorario dell'Accademia ducale di belle arti di Parma.
In un autoritratto probabilmente di poco successivo al Concorso Gregoriano, la pittrice si raffigura con indosso l'uniforme femminile delle Virtuose.
Nel 1850 celebrò le nozze con il conte Giovanni Battista Salducci, ma la pittrice partì poco dopo per un viaggio in Italia con l'intento di studiare e comparare le tecniche pittoriche delle varie scuole della penisola, aggiornando le sue conoscenze.
Negli anni successivi si dedicò soprattutto ai ritratti, partecipando ancora alle mostre. Ricevette alcune importanti commissioni, per esempio dalla Croazia: nel 1872 fece il ritratto a Josip Juraj Strossmayer, vescovo di Đakovo, destinato all'Aula accademica del Palazzo dell'Università di Zagabria, molto lodato.
Amalia De Angelis morì il 13 dicembre 1873, come certificava la sua lapide al Verano, all'età di 49 anni, coerentemente con la data di nascita. Il rito funebre si svolse nella sua parrocchia, nella Chiesa dei Santi Vincenzo e Anastasio a Trevi.